# Schwechat
Schwechat (německy  ˈʃvɛçat), je město v Dolních Rakousích v Rakousku jihovýchodně od Vídně. Je známé především díky mezinárodnímu letišti Vídeň-Schwechat. Žije zde přibližně 18 tisíc obyvatel. Nachází se v nadmořské výšce 162 m n. m u ústí stejnojmenné řeky do Dunaje.
U města došlo 30. října 1848 k bitvě u Schwechatu, kde byla poražena maďarská revoluční armáda.
Železniční stanice ve městě se nazývají Klein-Schwechat a Groß-Schwechat, tyto názvy se používají jen na železnici a nemají jiný význam. Letiště spojuje s Vídní S-Bahn.

## Historie
V období Římské říše ležela na místě Schwechatu pevnost Ala Nova. První písemná zmínka o městě pochází z roku 1334. K průmyslovému rozvoji města napomohla Místní dráha Vídeň – Bratislava. Schwechat je městem od roku 1922, v letech 1938 až 1954 byl městskou částí Vídně. Předměstím Schwechatu jsou dříve samostatné obce Kledering, Mannswörth a Rannersdorf.

## Ekonomika
Ve městě se nachází jedna z největších ropných rafinerií v Evropě patřící firmě OMV, která zpracuje okolo 9,6 milionů tun ropy ročně a pracuje v ní okolo sedmi set zaměstnanců. Byla založena roku 1936, za druhé světové války se stala terčem bombardování. Dalším důležitým odvětvím ekonomiky je pivovarnictví (Schwechater Bier), rozšířena je i vinařská turistika. Sídlila zde letecká společnost Lauda Air.

## Kultura
Sídlí zde divadlo Theater Forum Schwechat, od roku 1992 se každoročně konají městské kulturní slavnosti Schwechater Stadtfest. Turistickou atrakcí jsou kostel Jakuba Staršího z roku 1756, barokní zámek Rothmühle a železniční muzeum.

## Partnerská města
- Gladbeck, Německo, od 16. prosince 1966
- Alanya, Turecko od 17. ledna 2002
- Londýnský obvod Enfield, Anglie, od 16. prosince 1966
- Skalica, Slovensko, od 19. září 1992

## Sport
Ve městě se nachází známá atletická dráha, na které se pořádají mezinárodní mítinky a kde se v roce 1983 konalo Mistrovství Evropy juniorů v atletice.
Ve Schwechatu vytvořil 18. června 1983 (v průběhu mezistátního atletického utkání Rakouska s Československem a Maďarskem) československý diskař Imrich Bugár nový národní rekord výkonem 70,72 metru.

## Rodáci
Ve Schwechatu se narodili fotbalista a trenér Rudolf Vytlačil a bývalý spolkový kancléř Viktor Klima.